# Jean-Jacques Rebière
Jean-Jacques Rebière (* 17. November 1952 in Bègles) ist ein ehemaliger französischer Radrennfahrer und nationaler Meister im Radsport.

## Sportliche Laufbahn
Rebière war im Bahnradsport und im Straßenradsport aktiv. Er war Teilnehmer der Olympischen Sommerspiele 1976 in Montreal. In der Mannschaftsverfolgung wurde Frankreich mit Paul Bonno, Jean-Marcel Brouzes, Jean-Jacques Rebière und Pierre Trentin auf dem 9. Rang klassiert. In der Einerverfolgung kam er auf den 11. Platz.
Bei den Bahnradsport-Weltmeisterschaften 1978 gewann er beim Sieg von Noël Dejonckheere die Bronzemedaille im Punktefahren der Amateure. In der Einerverfolgung gewann er 1978 die Studentenweltmeisterschaft. Die nationale Meisterschaft in der Einerverfolgung der Amateure gewann er 1976, 1977 und 1978. 1979 und 1980 wurde er Vize-Meister hinter Alain Bondue. 1975 kam er auf den dritten Platz. Meister im Punktefahren wurde er 1977 vor Claude Dufour und 1978. In der Mannschaftsverfolgung holte er 1978 den französischen Titel.
Auf der Straße gewann er 1980 die Tour de Gironde.

## Familiäres
Sein Bruder Jean-Marc Rebière war ebenfalls Radrennfahrer.